# Paolo Lanza (attore)
Paolo Lanza (Roma, 14 giugno 1965) è un attore italiano.

## Biografia
Si è diplomato alla scuola di recitazione “Alessandro Fersen”; dopo numerose apparizioni teatrali negli anni ottanta, ha lavorato a vari film. Tra i suoi ruoli più famosi quello del protagonista maschile del film Così fan tutte di Tinto Brass (1992), in cui interpreta il personaggio del marito di Claudia Koll; ha lavorato ancora con Brass in Fermo posta Tinto Brass (1995). 
In televisione uno dei suoi importanti ruoli è stato quello di Oscar Sensi, il direttore sanitario della clinica Life nelle ultime quattro stagioni della soap opera Incantesimo.

## Filmografia

### Cinema
- Chi mi aiuta? (1985)
- Così fan tutte (1992)
- La via del cibo (1994)
- Fermo posta Tinto Brass (1995)
- Il piacere di piacere (2002)
- Mister Felicità (2017)

### Televisione
- La donna del treno (1998) - Miniserie TV - Rai 1
- Tequila & Bonetti (2000) - Serie TV - Italia 1
- Turbo (2000) - Serie TV - Rai 2
- La squadra (2001) - Serie TV, ep. 2x09 - Rai 3
- Il commissario (2002) – Serie TV
- Diritto di difesa (2004) - Serie TV
- I figli strappati (2006) - Serie TV - Rai 1
- Incantesimo – soap opera, stagioni 7, 8, 9 e 10 (2005-2008) - Rai 1
- Paura di amare (2010) - Serie TV - Rai 1
- Baciati dall'amore (2011) - Serie TV - Canale 5
- L'onore e il rispetto - Parte terza (2012) - Serie TV - Canale 5
- Cesare Mori - Il prefetto di ferro (2012) - Miniserie TV - Rai 1
- Paura di amare 2 (2013) - Serie TV - Rai 1
- Furore (2014) - Serie TV - Canale 5